# Les Plus Belles Escroqueries du monde
Les Plus Belles Escroqueries du monde és una pel·lícula d'esquetxos estrenada el 1964, bastant propera, de forma general, a la Comèdia a la italiana.
Està compost de cinc parts:
- Tokyo: Les Cinq Bienfaiteurs de Fumiko de Hiromichi Horikawa
- Amsterdam: La Rivière de Diamants de Roman Polanski
- Nàpols: La Feuille de Route de Ugo Gregoretti
- París: L'Homme qui vendit la Tour Eiffel de Claude Chabrol
- Marrakech: Le Grand escroc de Jean-Luc Godard

## Segments

### Les Cinq Bienfaiteurs de Fumiko(Horikawa)
Argument
Una jove ganxo en un bar s'entreté amb un home relativament gran que va ser abans compositor d'una cançó cèlebre. L'home es vanagloria d'haver pagat una fortuna per la seva dentadura en platí i es passeja amb lligalls de bitllets a la seva bossa. La noia li proposa acompanyar-lo a casa seva.
Fitxa tècnica
- Direcció: Hiromichi Horikawa
- Música: Keitaro Miho
- Fotografia: Asakazu Nakai

Repartiment
- Mie Hama
- Ken Mitsuda
- Yatsuko Tanami

### La Rivière de Diamants(Polanski)
Argument
Una jove es deixa seduir per un ric diplomàtic que li deixa la seva targeta de visita i li fixa cita. Va a un joier i, amb aquesta targeta, demana finalitzar una venda de joies al domicili del seu suposat marit. El joier arriba mentre el diplomàtic és al bany, i és rebut per la jove que li ofereix un te...
Fitxa tècnica
- Direcció: Roman Polanski
- Guió: Gérard Brach
- Música: Krzysztof Komeda
- Fotografia: Jerzy Lipman
- Muntatge: Hervé de Luze

Repartiment
- Nicole Karen
- Arnold Gelderman

### La Feuille de Route(Gregoretti)
Argument
A una jove prostituta li prohibeixen estar a Nàpols. Hi torna clandestinament per reunir-se amb el seu protector. Aquest l'empaita per no avorrir-se. Desgraciada, es creua amb un jove client que li proposa ajuda, desviant una mica les donacions de les obres de beneficència. El jove, que estudia dret té llavors una idea que resoldria molts problemes: casant la noia amb un vell de l'hospici es faria napolitana i podria continuar-hi de ple dret.
Fitxa tècnica
- Direcció i guió: Ugo Gregoretti
- Música: Piero Umiliani
- Fotografia: Tonino Delli Colli

Repartiment
- Gabriella Giorgelli
- Guido Guiseppone
- Beppe Mannaiuolo

### L'Homme qui vendit la Tour Eiffel(Chabrol)
Argument
Un home té una avaria de cotxe davant la residència d'un ric alemany boig per la Torre Eiffel. Li anuncia que l'Estat vol vendre-se-la a preu de ferralla i el convida a París per participar en les licitacions.
Fitxa tècnica
- Direcció: Claude Chabrol
- Guió: Claude Chabrol i Paul Gégauff
- Diàlegs: Paul Gégauff
- Música: Pierre Jansen
- Fotografia: Jean Rabier
- Muntatge: Jacques Gaillard

Repartiment
- Jean-Pierre Cassel: l'estafador
- Francis Blanche: el comprador
- Catherine Deneuve
- Jean-Louis Maury
- Sacha Briquet
- Philomène Toulouse
- Michel Charrel

### Le Grand escroc(Godard)
Argument
Una periodista americana és interrogada en un mercat de Marràqueix per estar en possessió de moneda falsa. Interrogada i després deixada anar, troba el rastre del que distribueix els falsos talls.
Fitxa tècnica
- Direcció, guió i diàlegs: Jean-Luc Godard
- Música: Michel Legrand
- Fotografia: Raoul Coutard
- Muntatge: Agnès Guillemot
- Durada: 25 minuts

Repartiment
- Jean Seberg: Patricia
- Charles Denner: l'estafador
- László Szabó: l'inspector